# 米爾頓 (新罕布什爾州)
米爾頓（英語：Milton）是一個位於美國新罕布什爾州斯特拉佛縣的鎮。

## 人口
根據2020年美國人口普查的數據，米爾頓的面積為88.80平方千米，當中陸地面積為85.60平方千米，而水域面積為3.20平方千米。當地共有人口4482人，而人口密度為每平方千米50人。